# مديرية باقم

تعديل مصدري - تعديل

مديرية باقم إحدى مديريات محافظة صعدة في اليمن. بلغ عدد سكانها 22965 نسمة عام 2004. تقع في أقصى شمال صعدة.

موقع مديرية باقم في محافظة صعدة